# Justícia instantània
Justícia instantània (títol original: Instant Justice) és una pel·lícula d'acció estrenada el 1986, dirigida per Denis Amar i interpretada per Michael Paré, Charles Napier, Eddie Avoth i Tawny Kitaen. Paré és el protagonista i interpreta el paper de Scott Youngblood, un marine que busca venjança per l'assassinat de la seva germana. Ha estat doblada al català

## Argument
Scott és un marine dels Estats Units que presta servei en l'Ambaixada al Japó. Un dia rep un missatge que la seva germana està en greu perill, demana un permís i marxa a Espanya a ajudar-la. No obstant això, quan Youngblood arriba a Espanya, la seva germana ja ha mort. Davant la desídia de la policia local, es decideix amb ajuda d'una amiga de la seva germana morta a investigar pel seu compte. Amb la col·laboració d'un company marine de l'Ambaixada a Espanya, interpretat per Napier, finalment troba als responsables de la mort de la seva germana i venja la seva mort.

## Repartiment
- Michael Paré: Sergent Scott Youngblood
- Tawny Kitaen: Virginia
- Peter Crook: Jake
- Charles Napier: Major Davis
- Eddie Avoth: Silke
- Scott Del Amo: Dutch
- Lynda Bridges: Kim Taylor
- Lionel A. Ephraim: Ambaixador Gordon
- Maurice E. Aronow: Shelton
- Aldo Sambrell: Tinent Juan Muñoz
- Peter Boulter: Clarke
- Thomas Abbott: Tinent Harding
- Anthony Bingham: Sergent Walker
- Scott Miller: Coronel Parker
- Steve Heywood: Caporal Atkinson
- Manuel de Blas: Ochoa
- Angel Mancuso: Tony